# الحرب على المرأة
الحرب على المرأة هو شعار سياسي مستخدم لوصف سياسات الحزب الجمهوري في الولايات المتحدة ومبادراته في المجالس التشريعية الاتحادية وعلى مستوى الولايات. والتي ينظر إليها على أنها تقيّد حقوق المرأة، وخاصة فيما يتعلق بحقوق الإنجاب. غالباً ما يستخدم هذا المصطلح لانتقاد سياسة ومواقف المحافظين. كذلك يستخدم لوصف المبادرات التشريعية التي تؤثر سلباً على الحصول على خدمات الصحة الإنجابية، بخاصة وسائل منع الحمل وخدمات الإجهاض، إضافةً إلى كيفية محاكمة العنف ضد المرأة، وتعريف الاغتصاب من أجل التمويل العام لضحايا الاغتصاب وعمليات إجهاض المغتصبات. إضافةً إلى التمييز ضد المرأة في مكان العمل، وتساوي الأجور. وكثيراً ما يستخدم هذا المصطلح لنقد واستهداف السياسات التي تخفّف أو تزيل أموال دافعي الضرائب لمنظمات الصحة النسائية، مثل جمعية تنظيم الأسرة الأمريكية. كما تدور قضايا أخرى حول التمويل العام وإلزامية تأمين صاحب العمل لوسائل منع الحمل والتعقيم.
وعلى الرغم من أن هذا المصطلح ليس بالقديم واستخدم في سياقات أخرى، إلا أنه برز في الساحة السياسية الأمريكية بعد الانتخابات التشريعية الأمريكية لسنة 2010، وسرعان ما تزايد استخدامه من قبل وكالات الأنباء الليبرالية والمحافظة خلال انتخابات 2012 بغرض مناقشة هذا المصطلح.
كان هذا المصطلح مكان نقد من قبل الجمهوريين والذين وصفوه بأنه حرب شنت عليهم من قبل الديمقراطيين ووسائل إعلامهم.
أثارت تعليقات تود أكين في أغسطس 2012 المثيرة للجدل فيما يتعلق بالحمل والاغتصاب تجديد التركيز على المفهوم من قبل وسائل الإعلام.

## تطور المصطلح
نشرت المدافعة عن حقوق المرأة سوزان فالودي في سنة 1991 كتابها رد الفعل: الحرب غير المعلنة ضد المرأة الأمريكية والتي وصفت فيه تزايد التصوير السلبي للمرأة الأمريكية من قبل وسائل الإعلام الرئيسية. نشرت فيما بعد المستشارة الجمهورية السياسية السابقة تانيا ميليتش مذكراتها بعنوان حرب الجمهوريين ضد المرأة: تقرير من الداخل ومن وراء الخطوط وصفت اندماج الحركة المضادة للإجهاض والحركات المعارضة للحقوق المتساوية بين الجنسين مع الحزب الجمهوري.
التقت إدارة الرئيس جورج دبليو بوش مع المعارضين لحقوق المرأة طوال فترته الرئيسية. وفي عام 2004 نشرت الصحافية المدافعة عن المرأة لورا فلاندرز مجموعة من المقالات تحت عنوان حرب بوش على المرأة.
فاز الحزب الجمهوري بانتخابات سنة 2010 النصفية بأغلبية مجلس النواب. وفي 4 يناير سنة 2011 لليوم التالي لانعقاد المجلس كتبت كايلي جوي غراي في مدونة ديلي كاوس مقالة بعنوان الحرب القادمة على المرأة. وفي هذه المقالة بينت العديد من الإجراءات التي سيدفع بها الجمهوريين من خلال مجلس النواب والتي ستمس الحقوق الشخصية وعمليات دراسة الأجنة والجهود المبذولة من أجل تنظيم الأسرة. وفي فبراير 2011 قام النائب جيرولد نادلر لاقتراح قانون بعنوان لا للإجهاض القانوني من أموال دافعي الضرائب وهذا القانون كان في أولى جلسات المجلس والذي سيغير من سياسة الإجهاض ويجعل هذا القانون عمليات الإجهاض بتمويل حكومي مسموحة فقط للنساء ضحايا الاغتصاب أو الانتهاك الجنسي للأطفال. بدأت ممثلة ولاية فلوريدا ديبي شولتز اسرمان في المجلس باستخدام مصطلح الحرب على المرأة في مارس 2011.

## حقوق الإنجاب
شهد عامي 2011 و2012 ارتفاعاً غير مسبوقاً في مرور الأحكام المتعلقة بصحة المرأة والحقوق الإنجابية. مررت المجالس التشريعية للولايات في جميع أنحاء الولايات المتحدة 1100 قانون تقيد حقوق المرأة الإنجابية في عام 2011. وشهد الربع الأول من عام 2012 944 قانون إضافي قدم عن طريق المجالس التشريعية للولايات والتي من شأنها تقييد الإجهاض. وقد ركزت التشريعات على إلزامية الموجات فوق الصوتية، وتضييق الوقت الذي يتم فيه تنفيذ عمليات الإجهاض والحد من التغطية التأمينية للإجهاض.

### قيود الإنجاب
نشر معهد غوتماشر تحاليل ليجد أنه في الفترة ما بين عامي 2000 و2011 ازداد عدد الولايات المعادية لحقوق الإجهاض بشكل كبير، وقد وجد التحليل أنه في عام 2011 كان هناك ارتفاع غير مسبوق في عدد من الأحكام الصادرة عن المجالس التشريعية للولايات الأمريكية تقيد الإجهاض. فسنت المجالس التشريعية 135 تشريع يمس الحقوق الإنجابية للمرأة.
اعتمدت العديد من الولايات على قوانين وتشريعات كتبها أعضاء أمريكيون من أجل الحياة، وهي مجموعة معارضة للإجهاض.

#### إلزامية الأمواج فوق صوتية

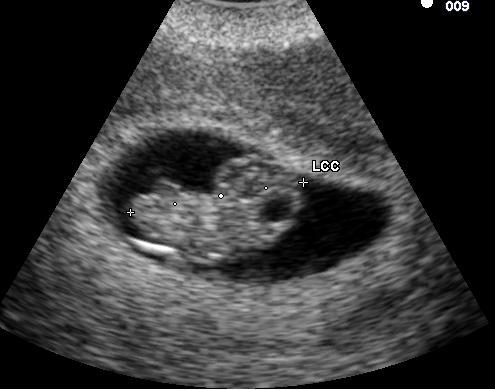
صورة بالأمواج فوق الصوتية لجنين في الأسبوع الثامن

ظهرت تشريعات في العديد من الولايات ما بين سنتي 2011 و2012 تنص على إلزامية خضوع المرأة الراغبة للإجهاض بفحص عن طريق الأمواج الفوق صوتية. شرعت بعض الولايات الطلب من المرأة عرض صورة الجنين في حين طلبت ولايات أخرى أن يقدم للمرأة فرصة الاستماع إلى نبض الجنين قبل عمليات الإجهاض. وبما أنه عمر الحمل لدى النساء الراغبات بالإجهاض قد يكون غير كافي للحصول على صورة بالأمواج الفوق صوتية للجنين بالطريقة التقليدية، شرعت بعض الولايات إجراء صورة بالأمواج فوق الصوتية عبر الإيلاج المهبلي. وقد جادل منتقدي هذا التشريع بعدم الضرورة الطبية لهذا الإجراء، إضافة إلى مشابهة لتعريف الاغتصاب وفق تشريعات بعض الولايات. خضعت الكاتبة ميغان كاربنتييه لهذا الإجراء، وأشارت إلى أنه على الرغم من عدم تشابهه مع التعرض للاغتصاب، إلا أن هذا الفحص كان غير مريح، إضافة إلى الألم وإلى آثاره العاطفية وهو الشيء الذي ينبغي أن لا تجبر الحكومة مواطنيها على الخضوع له وجعل هذا الإجراء وجهة نظر سياسية.
اقترح سياسيو ولاية آيوا في يناير 2012 مشروع حق المرأة أن تعرف وهو يتطلب أن تخضع المرأة لصورة الأمواج فوق الصوتية وسألها عما إذا أرادت رؤية الجنين والاستماع إلى ضربات قلب الجنين قبل عمليات الإجهاض.
كما مرر مشرعية ولاية فيرجينيا في عام 2012 قانون يشترط وجود صورة بالأمواج فوق الصوتية للجنين قبل إجراء عملية الإجهاض وإدراجه ضمن الملف الصحي للمرأة.
في لويزيانا، تتطلب عملية الإجهاض عرض النساء الحوامل للموجات فوق الصوتية لتصوير الأجنة قبل أن يحصل على الإجهاض، واقترح مشروع قانون من شأنه أن يتطلب منهم لاستماع إلى نبض القلب الجنين.
في حين وجه حاكم بنسلفانيا توم كوربيت انتقادات لقوانين إلزامية الأمواج الفوق صوتية وقال كل ما على المرأة أن تفعله أن تغمض عينيها.

#### حدود الحمل قبل الإجهاض
أقر المشرعون في ولاية جورجيا ما عرف بمشروع قانون ألم الجنين والذي يجرم الإجهاض بعد الأسبوع الـعشرين من الحمل، ولم يتضمن القانون استثناءات لحالات الاغتصاب أو سفاح القربى، وقد علق معارضي القانون على تسميته قانون المرأة مثل الحيوانات الداجنة
في أبريل 2012، مررت أريزونا تشريع يحظر الإجهاض بعد فترة 20 أسبوعا لآخر فترة حيضية. أيدت المحكمة الجزئية في البداية هذا الحظر، لكن المحكمة الاستئناف في الدائرة التاسعة قضت في أغسطس 2012 أنه لا يمكن أن يطبق الحظر حتى يتم البت في استئناف الطعن في القانون. في حين أصدرت ثماني ولايات أخرى مثل هذا القانون وهم نبراسكا وألاباما وجورجيا وإنديانا وأيداهو وأوكلاهوما في حين يتم حساب حد الإجهاض تبعاً لعمر الجنين في ولاية أريزونا بعشرين أسبوع من وقت الإخصاب وهو ما يعني عمر جنين يعادل 22 أسبوع وهو ما يجعل أريزونا أقرب حد إجهاض في الولايات.
شرعت ولاية أوهايو مشروع دقات قلب الجنين لحظر الإجهاض متى تُمكن من سماع ضربات قلب الجنين، وعادة ما يكشف عن نبض الجنين في حوالي الأسبوع السادس من الحمل.

#### تحديد بداية الحياة البشرية
رفض الناخبون في ولاية ميسيسيبي مبادرة 26 في 2011، وهو إجراء أعلن أن الحياة البشرية تبدأ عند الإخصاب. وأشار النقاد للمبادرة أن القانون من شأنه أن يجعل الإجهاض غير القانوني حتى في الحالات التي تكون فيها حياة الأم في خطر.

#### مسائل أخرى
طرح المشرعون في ولاية داكوتا الجنوبية في فبراير 2011 مشروع قرار لتغير تعريف القتل المبرر ليشمل الأطباء المسؤولين عن عمليات إجهاض الأجنة باعتبارهم متسببين بالقتل. كما طرح مشروع مماثل في ولاية آيوا.
كما قامت ولاية أريزونا بتمرير قانون يحمي الأطباء من دعاوي المولود المتضرر. وفي ظل هذا القانون فإن الأطباء الذين لا يخبرون الوالدين بمشاكل محتملة للأجنة لن يتعرضوا للمسائلة القانونية. كما مررت ولايا كنساس مشروع مماثل في مارس 2012 بأن لا يسائل الأطباء في حالة عدم إخبار الأمهات عن عيوب خلقية للأجنة.
كما مررت ولاية كنساس في سنة 2012 مشروع قرار يفرض على الأطباء تحذير الأمهات الراغبات في الإجهاض من ارتباط الإجهاض بسرطان الثدي، وهو ادعاء تم دحضه من قبل المجتمع الطبي.
وفي أبريل 2012 وقع حاكم ولاية ويسكونسن على مشروع قرار يتطلب من الأطباء الذين يقومون بالإجهاض الطبي عن طريق الحبوب، بتحديد ثلاث جلسات للمرأة قبل الإجراء وإلا سيتعرض الأطباء إلى المسائلة.

### تحديد النسل
أعلنت سكرتيرة وزارة الصحة والخدمات الإنسانية الأمريكية كاثلين سيبيليوس في 20 يناير 2012 على إلزامية تغطية نفقات وسائل موانع الحمل الموافق عليها من قبل إدارة الأغذية والأدوية كجزء من الخدمات الصحية الوقائية للمرأة. تبع ذلك شكاوى من قبل أساقفة كاثوليك مما أدى إلى استثناءات الموظفين في المؤسسات الدينية والذين لايرغبون بالحصول على الرعاية الصحية الإنجابية، وبذلك يستطيعون الذهاب إلى شركات التأمين لتغطية هذه التكاليف عندما يرغبون بالحصول على وسائل منع الحمل دون أن يضطروا لدفع تكاليف إضافية للرعاية الصحية الإنجابية. اقترح سناتور عن ولاية ميسوري تعديلاً من شأنه أن يسمح لأرباب العمل برفض تغطية وسائل منع الحمل ضمن تغطية الرعاية الصحية لموظفيهم فيما إذا كان هناك انتهاكاً لمعتقداتهم الدينية والأخلاقية. وتم التصويت على هذا التعديل في مجلس الشيوخ الأمريكي بأغلبية 51 صوت مقابل 48 في 1مارس 2012. كما أقرت ولاية أريزونا مشروع يسمح لأرباب العمل باستبعاد الأدوية المستخدمة لأغراض منع الحمل من أن تشمل في الضمان الصحي.

### تنظيم الأسرة
من التشريعات السياسية التي اتخذت صفة الحرب على المرأة حملة تشريعية هدفت للقضاء على تمويل الدولة جمعية تنظيم الأسرة الأمريكية والذي حاول الجمهوريين تمريره في الولايات. فمررت ولاية تكساس وأنديانا وكانساس تشريعات لحد التمويل عن هذه الجمعية، وتفكر كل من ولايات أريزونا وأوهايو ونيوهامشير بتشريع مماثل، ففي ولاية تكساس انخفض التمويل لتنظيم الأسر من 111 مليون دولار إلى 37 مليون دولار. كما أن مستقبل برنامج الصحة النسائية في ولاية تكساس والذي يتلقى 90% من تمويله من الحكومة الفيدرالية أصبح غير واضح. كما أقر مجلس نواب إنديانا مشروع قانون لتقيد الأموال الطبية المخصصة لتنظيم الأسرة.

## العنف ضد المرأة

### العنف المنزلي
عارض نواب الحزب الجمهوري في مجلس الشيوخ الأمريكي تجديد قانون مكافحة العنف ضد المرأة، والذي ينص على توفير البرامج الوقائية العلاجية لمواجهة العنف ضد المرأة وتوفير ملاجئ آمنة للنساء المتعرضات للعنف. وكان هذا القانون قد أقر في عام 1994 وقد أعاد الكونغرس تجديده مرتين.
واجهت مدينة توبيكا، كانساس في أكتوبر 2011 أزمة في الميزانية مع وجود قضايا في العنف المنزلي وكان قد قبض على ثماني عشر شخص بتهمة العنف المنزلي قبل شهر من نقض قانون العنف المنزلي ووجهت إليهم تهم العنف المنزلي وبسبب عدم وجود مكاتب حكومية لاستئناف الدعوى تم إطلاق سراحهم.

### الاغتصاب
تم تعديل تعريف الاغتصاب في قانون لا للإجهاض من أموال دافعي الضرائب في سنة 2011. ليحدد فيما إذا كان يمكن للمغتصبة أن تجري الإجهاض من أموال حكومية ووفق هذا القانون تتأهل حالات فقط من «الاغتصاب القسري» أو الاعتداء الجنسي على الأطفال للحصول على الأموال. وهو ما اعتبره ناشطون حقوقيون بأنه محاولة الجمهوريين لإعادة تعريف الاغتصاب.
أعلن المرشح الجمهوري عن ولاية ميسوري تود أكين تصريحات مثيرة للجدل في أغسطس 2010، والتي أكد فيها أن الحمل الناتج عن الاغتصاب نادرة الحدوث. لتنتقد تصريحاته على نطاق واسع واعتبرت أنها أثارت تجديد التركيز على مواقف الجمهوريين من المرأة، وكان بدلاً من مناقشة قضايا اجتماعية مثيرة للانقسام كان ينبغي له التركيز على الجوانب الاقتصادية، ليقدم اعتذاره فيما بعد.
وذكر المرشح الجمهوري ريتشارد موردوك عن ولاية إنديانا في مناظرة سنة 2012 مع منافسه الديمقراطي، أن حالات الحمل التي تحدث من الاغتصاب هي نتيجة إرادة الله. وسئل في المناظرة عن رأيه في الإجهاض، فأجاب: أعرف أن هناك بعض الناس يختلفون معي وأحترم وجهة نظرهم ولكن أعتقد أن الحياة تبدأ عند الحمل. والاستثناء الوحيد للإجهاض يجب أن يكون عندما تهدد حياة الأم. الحياة هي هبة من الله وأعتقد أن الحياة يجب أن تستمر حتى لو كانت ناتجة عن الحالة الرهيبة للاغتصاب، وهو الشيء الذي أراد الله أن يحدث

## المساعدات المالية
اقترح جمهوريو مجلس النواب في فبراير 2011، تخفيض 758 مليون دولار من ميزانية برنامج التغذية التكميلية الخاصة للرضع والمرأة والطفل المخصص لذوي الدخل المنخفض من النساء الحوامل والنساء المرضعات، والأطفال الرضع والأطفال دون سن الخامسة.

## العمل والتمييز في الأجور

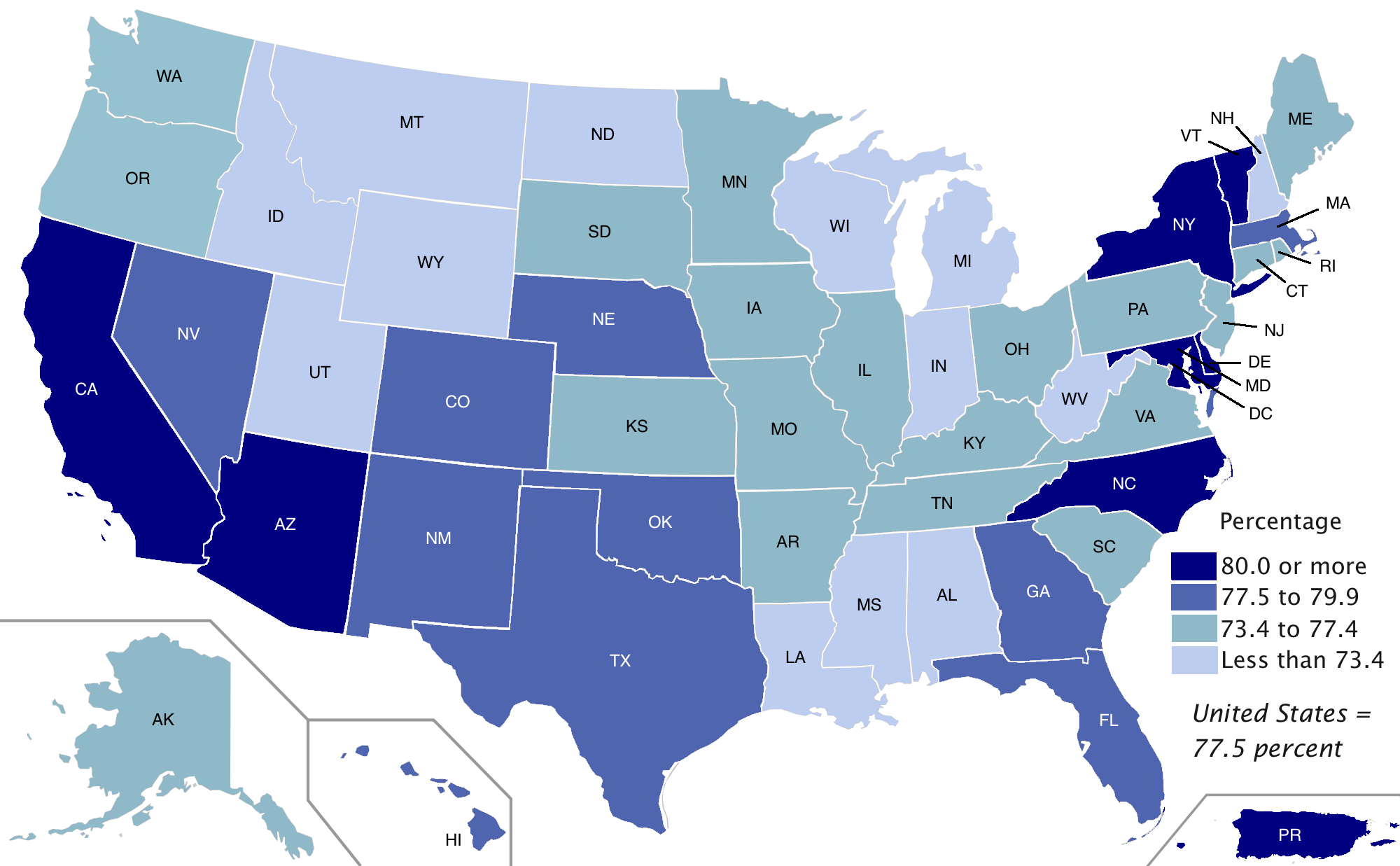
أجور المرأة كنسبة مئوية من دخل الرجل، البيانات من من مسح عام 2007 للمجتمع الأميركي.

في أبريل 2012، وقع حاكم ولاية ويسكونسن على إلغاء قانون المساواة في الأجور، الذي كان يسمح لضحايا التمييز في مكان العمل من التقدم للمحاكم والتعويض في محاكم الدولة. وكان القانون قد صدر سابقاً لمعالجة الفجوة الكبيرة في الأجور بين الرجل والمرأة في ولاية ويسكونسن. وقد علق بعض السياسيين الجمهوريين على إلغاء القانون بقولهم أن المال أكثر أهمية للرجال، فينبغي للرجل أن يكون معيلاً لعائلته، لذلك يجب أن يحصل على أجر أعلى. وقد انتقد إلغاء القانون بسبب تعزيزه الفجوة بين الجنسين، وهو موضوع يتكرر في النضال من أجل حقوق المرأة، وطالب المدافعين عن حقوق المرأة من تسليط الضوء على التشريعات التي تدعم المساواة في الأجور.

## الرأي العام
في استطلاع للرأي نشرته مؤسسة كايسر فاملي نشر في مايو 2012، وجد أن ثلث النساء المستطلعة آرائهن يعتقدون أن هناك جهود واسعة النطاق للحد من الصحة الإنجابية. كما يعتقدن 76% من النساء إن هناك جهود لحد خيارات المرأة في مجال الصحة الإنجابية وخدماتها و31% يعتقدن أن هذه الجهود تجري على نطاق واسع، ويعتقدن 45% منهن أن هناك بعض الجماعات تعمل على اتخاذ مثل هذه الإجراءات. كما أن 42% من النساء اتخذن بعض الإجراءات رداً على ما سمعوه بخصوص الصحة الإنجابية.

## ردود الفعل

### استجابة الجمهوريين
انتقد الجمهوريون مصطلح الحرب على المرأة هذا واعتبروه غير موجود، وما هو إلا حيلة للتأثير على الناخبات، وما هو إلا تكرار من قبل الديمقراطيين ووسائل إعلامهم لإيهام العالم بوجود حرب على النساء من قبل الجمهوريين.
علق السناتور جون ماكين عندما سئل من قبل صحفي عن الحرب على المرأة وفيما إذا كانت هناك حرب من الجمهوريين على النساء، فقال: أعتقد أن هناك تصوراً بهذا، بسبب مسائل قضايا منع الحمل، لذلك من وجهة نظري يجب أن نبتعد عن هذه المسائل.

### استجابة منظمات المرأة
في 28 أبريل 2012، عقدت مسيرات في 55 مدينة احتجاجاً على الحرب على النساء، ونُظّمت من قبل مجموعة شُكّلت كردّ على الحرب على النساء وهي "UniteWomen.org". على الرغم من أن الاستجابة كانت جيدة، فبلغت الحشود في دنفر بين 1,500 و2،000 محتج على سبيل المثال، لكن التغطية الإعلامية كانت ضعيفة، ممَّا أدى إلى شكاوى واتّهاماتٍ بانحياز وسائل الإعلام.